# Uhorská Ves
Uhorská Ves (Hongaars: Magyarfalu) is een Slowaakse gemeente in de regio Žilina, en maakt deel uit van het district Liptovský Mikuláš.
Uhorská Ves telt 480 inwoners.